# General Belgrano (Buenos Aires)
Pour les articles homonymes, voir Belgrano.
General Belgrano est une localité argentine située dans le partido homonyme, dans la province de Buenos Aires.

## Démographie
La localité compte 15 394 habitants (Indec, 2010), ce qui représente une augmentation de 14 % par rapport au recensement précédent de 2001 qui comptait 13 516 habitants.